# Хебо, Матиас
Матиас Хебо Расмуссен (дат. Mathias Hebo Rasmussen; 2 августа 1995, Видовре) — датский футболист, полузащитник клуба «Люнгбю».

## Карьера

### Клубная карьера
Воспитанник клуба «Видовре» из своего родного города. В 2012 году перешёл в юношескую команду клуба «Норшелланн».
Летом 2014 года, в возрасте 19 лет вместе с ещё пятью футболистами молодёжного состава переведён в основу «Норшелланна». Дебютный матч за клуб сыграл в Кубке Дании 24 сентября 2014 года против «Эгедаль» (4:5). 5 октября 2014 года дебютировал в датской Суперлиге, выйдя на замену на 79-й минуте матча против «Раннерс».
В сентябре 2015 года отдан в аренду в клуб первого дивизиона «Вестшелланн», за половину сезона сыграл 12 матчей. В феврале 2016 года «Норшелланн» разорвал контракт с футболистом, за то что тот без разрешения клуба вёл переговоры о трансфере. Уже на следующий день Хебо подписал контракт с клубом «Фредерисия», также выступающим в первом дивизионе.

### Карьера в сборной
В 2014—2015 годах призывался в молодёжную сборную Дании, участвовал только в товарищеских матчах.
В 2016 году включён в состав олимпийской сборной страны для участия в Олимпиаде в Рио-де-Жанейро.

## Личная жизнь
Отец Матиаса, Ким Расмуссен, тоже был футболистом, выступал за «Видовре». Старший брат, Йонас (род. 1991), также профессиональный футболист.